# Тайный знак (фильм)
«Тайный знак» (англ. An Invisible Sign) — американский драматический фильм режиссёра Мэрилин Агрело с Джессикой Альбой, Дж. К. Симмонсом, Бэйли Мэдисон, Софи Нювейде и Крисом Мессиной в главных ролях. Съёмки картины проводились в Нью-Йорке в 2008 году. Фильм поставлен по роману An Invisible Sign of My Own американской писательницы Эйми Бендер.

## Сюжет
Фильм рассказывает о Моне Грэй (Джессика Альба) — одинокой учительнице младших классов, чей отец заболел неизвестной болезнью, когда она была ребёнком. После этого у Моны начинаются проблемы психологического плана, она уходит в себя, находя утешение лишь в изучении математики.
В 20 лет Мона устраивается работать учителем математики в младшую школу. Там она обнаруживает, что является хорошим педагогом, придумывающим интересные способы изучения её предмета, которые помогают ученикам делать в нём успехи. Однажды, одна из учениц Моны, семилетняя Лиза Венус (Найвайд, Софи), приносит ей самодельную фигуру нуля, которую она сделала в палате умирающей матери. Мона тут же признает в девочке родственную душу и понимает, что должна помочь ей справиться с проблемами.

## Производство
Первоначально планировалось, что Мону Грэй сыграет актриса Америка Феррера, однако она не смогла принять участие в проекте, и её заменила Джессика Альба, для которой этот фильм стал первым после рождения в июне 2008 года дочери Онор Мари. Съёмки фильма, по большей части, проходили в Нью-Йорке, они начались в конце 2008 года, длились несколько месяцев.

## Выход на экраны и награды
Премьера фильма состоялась 7 октября 2010 года на международном кинофестивале в Хэмптонсе. За свою работу режиссёр картины Мэрилин Агрело получила приз Gold Standard Award for Feature Female Director компании RoC® Skincare. Актриса Бэйли Мэдисон, за роль Моны Грей в детстве, была номинирована на получение кинопремии Young Artist Awards.